# Chatra
Chatra là một thành phố và là một đô thị và là quận lỵ của quận Chatra ở bang Jharkhand, Ấn Độ.

## Lịch sử
Trong nhiều thời đại, Chatra đã được xem là một cửa ngõ vào Jharkhand, đặc biệt là vào Cao nguyên Chota Nagpur. Nó giáp các quận Gaya và Hazaribagh về phía Bắc, giáp quận Hazaribagh về phía Đông, về phía Nam giáp các quận Palamu và Ranchi và về phía Tây giáp các quận Gaya và Palamu.

## Địa lý
Chatra có tọa độ địa lý 24°13′B 84°52′Đ / 24,22°B 84,87°Đ. Nó có một độ cao trung bình 427 mét (1400 foot). Chatra có diện tích 3706 km2.

## Dân số
Theo cuộc điều tra dân số năm 2001 của Ấn Độ,India Chatra có một dân số 41.990 người. Nam giới chiếm 53% dân số và nữ giới chiếm 47% dân số. Chatra có một tỷ lệ biết chữ là 65%, cao hơn mức trung bình của quốc gia là 59,5%; với 71% đàn ông biết chữ và 58% phụ nữ biết chữ. 17% dân số dưới 6 tuổi.
Khoảng 60% quận Chatra là rừng rậm.